# Jesper Modin
Jesper Modin (* 4. Juni 1988 in Sundsvall) ist ein ehemaliger schwedischer Skilangläufer.

## Werdegang
Modin trat erstmals bei den Juniorenweltmeisterschaften 2007 im italienischen Tarvisio in Erscheinung. Dort verpasste er als Vierter im Sprintwettbewerb knapp eine Medaille. Über 10 Kilometer Freistil wurde er Elfter. Das gute Abschneiden bei den Juniorenweltmeisterschaften ermöglichten ihm seinen ersten Start im Skilanglauf-Weltcup. Beim Sprintwettbewerb im heimischen Stockholm schied er erst im Viertelfinale aus und gewann als 14. gleich bei seinem ersten Einsatz Weltcuppunkte. 2008 gewann Modin bei den Juniorenweltmeisterschaften in Mals die Silbermedaille im Sprintwettbewerb. Über die Distanz von 10 Kilometer klassisch konnte er den sechsten Platz belegen. Zu Beginn der Saison 2008/09 kam Modin beim Sprint in Kuusamo zu seinem zweiten Weltcupeinsatz. Der zwei Meter große Athlet zog ins Halbfinale ein, wo er jedoch scheiterte. Im B-Finale konnte er den zweiten Platz belegen und somit in der Endabrechnung den achten Platz verbuchen. Nach einigen weniger erfolgreichen Starts im Weltcup, nahm Modin Mitte der Saison vorwiegend an Wettbewerben des Scandinavian Cups teil, wo er unter anderem den Sprint in Riga für sich entscheiden konnte. In der Gesamtwertung des Scandinavian Cups belegte er in dieser Saison den dritten Rang. Im März erreichte er im heimischen Trondheim erneut das Halbfinale eines Weltcup-Sprintwettbewerbs. Mit dem zehnten Platz sicherte er sich den 26. Platz in der Weltcup-Gesamtwertung der Sprintwettbewerbe. In der Saison 2009/10 erkämpfte Modin mit Rang drei im slowenischen Rogla seine erste Podiumsplatzierung. Bei den Olympischen Winterspielen 2010 in Vancouver belegte er den 18. Platz im Sprint.  In der Saison 2010/11 kam er beim Weltcup in Liberec zusammen mit Mats Larsson auf den zweiten Platz im Teamsprint. Bei allen fünf Sprintteilnahmen erreichte er Platzierungen unter den ersten zehn. Den siebten Rang im Teamsprint und den fünften Platz im Sprint erreichte er bei der nordischen Skiweltmeisterschaft 2011 in Oslo. Im Februar 2011 wurde er schwedischer Meister im Sprint. Die Saison beendete er auf den dritten Platz im Sprintweltcup. Zu Beginn der Saison 2011/12 kam er bei der Nordic Opening in Kuusamo auf den 47. Rang. Beim folgenden Weltcup in Düsseldorf holte er zusammen mit Teodor Peterson seinen ersten Weltcupsieg. Bei neun Sprintteilnahmen kam er acht Mal in die Punkteränge und erreichte damit den 25. Platz im Sprintweltcup. Aufgrund einer Krankheit startete er erst in der Saison 2013/14 wieder im Scandinavian Cup und im November 2014 in Ruka wieder im Weltcup und belegte dabei den 70. Platz über 15 km. Es folgten in der Saison Starts bei Rennen des Scandinavian Cups. Im Februar 2015 gewann er bei den schwedischen Meisterschaften in Örebro Bronze im Sprint. Im Vorjahr holte er bei schwedischen Meisterschaften über 50 km ebenfalls Bronze.
Im April 2016 gab Modin sein Karriereende bekannt.

## Erfolge

### Weltcupsiege im Team
| Nr. | Datum            | Ort        | Disziplin             |
| --- | ---------------- | ---------- | --------------------- |
| 1.  | 4. Dezember 2011 | Düsseldorf | Teamsprint Freistil 1 |

### Siege bei Continental-Cup-Rennen
| Nr. | Datum           | Ort    | Disziplin       | Serie            |
| --- | --------------- | ------ | --------------- | ---------------- |
| 1.  | 5. Februar 2009 | Riga   | Sprint Freistil | Scandinavian Cup |
| 2.  | 10. Januar 2010 | Åsarna | 15 km klassisch | Scandinavian Cup |

## Teilnahmen an Weltmeisterschaften und Olympischen Winterspielen

### Olympische Spiele
- 2010 Vancouver: 18. Platz Sprint klassisch

### Nordische Skiweltmeisterschaften
- 2011 Oslo: 5. Platz Sprint Freistil, 7. Platz Teamsprint klassisch

## Weltcup-Statistik
Die Tabelle zeigt die erreichten Platzierungen im Einzelnen.
- 1.–3. Platz: Anzahl der Podiumsplatzierungen
- Top 10: Anzahl der Platzierungen unter den ersten zehn
- Punkteränge: Anzahl der Platzierungen innerhalb der Punkteränge
- Starts: Anzahl gelaufener Rennen in der jeweiligen Disziplin
- Hinweis: Bei den Distanzrennen erfolgt die Einordnung gemäß FIS.

| Platzierung         | Distanzrennen a | Distanzrennen a | Distanzrennen a | Distanzrennen a | Distanzrennen a | Skiathlon Verfolgung | Sprint | Etappen- rennen b | Gesamt | Team   | Team    |
| Platzierung         | ≤ 5 km          | ≤ 10 km         | ≤ 15 km         | ≤ 30 km         | > 30 km         | Skiathlon Verfolgung | Sprint | Etappen- rennen b | Gesamt | Sprint | Staffel |
| ------------------- | --------------- | --------------- | --------------- | --------------- | --------------- | -------------------- | ------ | ----------------- | ------ | ------ | ------- |
| 1. Platz            |                 |                 |                 |                 |                 |                      |        |                   |        | 1      |         |
| 2. Platz            |                 |                 |                 |                 |                 |                      |        |                   |        | 1      |         |
| 3. Platz            |                 |                 |                 |                 |                 |                      | 1      |                   | 1      |        |         |
| Top 10              | 1               |                 |                 |                 |                 |                      | 15     |                   | 16     | 2      |         |
| Punkteränge         | 3               |                 | 2               |                 |                 | 1                    | 30     |                   | 36     | 5      | 2       |
| Starts              | 5               | 3               | 5               | 1               | 1               | 9                    | 39     | 4                 | 67     | 5      | 2       |
| Stand: Karriereende |                 |                 |                 |                 |                 |                      |        |                   |        |        |         |